# 射場本忠彦
射場本 忠彦（いばもと ただひこ、1947年12月15日 - ） は、日本の工学者。専門は、建築環境工学・建築設備。第10代東京電機大学学長。第82期空気調和・衛生工学会会長。元国際エネルギー機関蓄熱実施協定執行委員会日本代表。

## 人物・経歴
鹿児島県鹿児島市生まれ。父は射場本勘市郎北海道大学名誉教授。1972年北海道大学工学部衛生工学科卒業。1977年東京大学大学院工学系研究科建築学専門課程博士課程修了、工学博士。専門は建築環境工学、建築設備。研究生を経て指導教官の勧めで、1979年東京電力入社。1980年東京電力技術開発研究所入所。
1984年東京電機大学工学部建築学科講師。1986年東京電機大学工学部建築学科助教授。1991年東京電機大学工学部建築学科教授。1997年東京電機大学学生部長。2000年東京電機大学建設技術研究所長。2002年東京電機大学工学部第一部長、学校法人東京電機大学理事。
2004年北海道大学大学院工学研究科客員教授。2006年国際エネルギー機関蓄熱実施協定執行委員会日本代表。2007年東京電機大学未来科学部建築学科教授。2008年学校法人東京電機大学理事神田再開発建設本部長、東京電機大学建設技術研究所長、第82期空気調和・衛生工学会会長。2009年東京都都庁舎の設備更新仕様等検討委員会委員長。
2010年学校法人東京電機大学常務理事新キャンパス創設本部長。2011年空気調和・衛生工学会井上宇市賞受賞。2013年学校法人東京電機大学常務理事東京千住キャンパス建設本部長。2016年NHK放送センター建替工事に関する技術審査委員会委員。2018年東京電機大学名誉教授。2019年東京電機大学学長。